# Nederrijns voetbalkampioenschap
Het Nederrijns voetbalkampioenschap was een van de regionale voetbalcompetities van de West-Duitse voetbalbond, die bestond van 1922 tot 1933. Van 1902 tot 1906 was er ook al een Nederrijnse competitie, echter speelden hier andere clubs in. In 1906 nam de competitie de naam Noordrijn aan en deze bestond tot 1920 toen deze opging in de Rijncompetitie.
In 1933 werden alle competities van de West-Duitse voetbalbond ontbonden door de NSDAP.

## Erelijst
- 1923 Duisburger SpV
- 1924 Duisburger SpV
- 1925 Duisburger SpV
- 1926 Duisburger SpV
- 1927 Duisburger SpV
- 1928 CFC Preußen 1895 Crefeld
- 1929 Meidericher SpV 02
- 1930 Homberger SpV 03
- 1931 Meidericher SpV 02
- 1932 Meidericher SpV 02
- 1933 SV Hamborn 07